# Qələdüz
Qələdüz è un comune dell'Azerbaigian situato nel distretto di Quba. Conta una popolazione di 742 abitanti.